# Golden Movie Awards
Les Golden Movie Awards sont des récompenses cinématographiques annuelles comportant une trentaine de catégories et visant à distinguer les métiers de la création dans le milieu du cinéma africain (réalisation, interprétation, scénario, technique).
La première édition a eu lieu le 27 juin 2015 au Ghana, au State Banquet Hall.
L'ambassadrice de la deuxième édition, en 2016, est l'actrice ghanéenne Nadia Buari.

## Catégories[2]
- Meilleur film
- Meilleur court métrage
- Meilleure image
- Meilleur acteur (comédie)
- Meilleur acteur (drame)
- Meilleur acteur (série télévisée)
- Meilleur second rôle masculin (comédie)
- Meilleur second rôle masculin (drame)
- Meilleure actrice (comédie)
- Meilleure actrice (drame)
- Meilleure actrice (série télévisée)
- Meilleur second rôle féminin (comédie)
- Meilleur second rôle féminin (drame)
- Meilleure découverte
- Meilleure postproduction (son)
- Meilleur scénario (comédie)
- Meilleur scénario (drame)
- Meilleure scénariste
- Meilleur réalisateur
- Meilleure bande originale
- Meilleur maquillage
- Meilleur costume
- Meilleure édition
- Meilleure animation
- Meilleure série télévisée
- Meilleur documentaire
- Meilleur espoir
- Meilleur chef opérateur